# Гоа-транс
Го́а-транс (Психоделический транс) — направление в современной электронной музыке, зародившееся в конце 1980-x годов в штате Гоа, Индия.

## Гоа
Штат Гоа, самый маленький штат Индии, с населением 1,4 миллиона человек, находится практически посередине западного побережья Индии. Португальские колонисты высадились на его берегах в 1510 году. Штат был португальской колонией вплоть до 1961 года. 450 лет европейского присутствия не прошли бесследно. Колонизация во многом сформировала культурную жизнь Гоа, вследствие чего этот штат стал непохож на другие штаты Индии. Этот факт способствовал появлению в тех местах первых хиппи в середине 60-х годов. Они выглядели как новые колонисты, к которым гоанцы оказались столь же терпимы, как и к португальцам.
В большей степени Гоа привлёк первых прибывших туда хиппи красотой своей природы, дружелюбностью жителей, низкими ценами, мягкой зимой и индийскими вероучениями, нежели местным гашишем, который оставался там легальным до середины 70-х годов. Первым из хиппи, прибывших в Гоа в середине 60-х, был Eight-Finger Eddie, который вместе со своими друзьями начал устраивать первые «Гоа-пати», главными атрибутами которых были костёр на пляже, акустические гитары и танцы под воздействием галлюциногенных веществ.
В рождество Гоа становился точкой сбора всех хиппи, путешествовавших по Востоку. Они встречались на пляжах Анжуны, Вагатора, Калангута, чтобы рассказать друг другу об их увлекательных путешествиях. Поначалу они просто арендовали домики на месяц или два, но вскоре те из них, кто почувствовал себя на берегах Гоа как дома, начали селиться там на неопределённые сроки.
На протяжении семидесятых годов главным репертуаром первых диджеев в Гоа была рок-музыка таких групп как Led Zeppelin, The Who (обе эти группы приезжали в Гоа), Jimi Hendrix, The Grateful Dead, The Doors, Neil Young, The Eagles, Pink Floyd а также Боб Марли, Parliament и др.
В 1979 году на вечеринках можно было услышать одну-две песни группы Kraftwerk. Но в 1983 году всё в корне изменилось. Два французских диджея Laurent и Fred Disco (самым прямым и выдающимся последователем которых был Goa Gil), видимо устав от смеси рока и рэгги, начали играть там европейскую музыку с электронным битом . Это были группы: Cabaret Voltaire, Nitzer Ebb, Front 242, Front Line Assembly, The Residents, New Order, Blanc Mang и др.
Достаточно интересен тот факт, что сходный процесс имел место и в США, в Детройте. Новая музыка развивалась на радио WGRP, благодаря Чарльзу Джонсону, известному также как Electrifying Mojo, и в Чикаго, в клубе Warehouse, благодаря DJ Frankie Knuckles. Семена психоделик-транса, техно и хауса были посажены одновременно.
В Гоа это новое звучание поначалу было принято хиппи с опаской, — многое из того, что Фред Диско представлял своим слушателям, казалось им слишком странным. В отличие от него, Laurent представлял менее эксцентричный стиль, благодаря чему «кислотники» начали предпочитать эти «звуки будущего» творчеству Джимми Хендрикса. И, наконец, под этот тип музыки было намного легче танцевать.
С этого времени коллекционирование и обмен самой странной и «сумасшедшей» музыкой со всего мира, называвшейся «специальной музыкой», стало самым любимым занятием сообщества хиппи в Гоа. Обычным делом стало и написание ремиксов, так как большинство песен характеризовалось «бесполезной лирикой» и малой продолжительностью. Диджеи пользовались диктофонами, чтобы засемплировать нужные части мелодий, а затем подставляли к ним электронный бит. Так, уже к 1985 году, вся музыка, игравшаяся в Гоа, стала электронной . Первыми известными группами были Frankie Goes to Hollywood, Dead or Alive, Portion Control и др.
До середины 90-х волна хиппи, существовавшая в Гоа на протяжении 30 лет, имела колоссальное влияние на молодых туристов. Так говорили об этом участники ныне очень известных транс-проектов:
- Цуоки Судзуки (Prana):

«Моя жизнь изменилась. Я полностью выпал из общества. В Японии каждый человек должен принадлежать к какой-нибудь компании, — этому нас учили наши родители. Поэтому, окончив университет, я стал работать. Съездив в Гоа, я перестал».
- Марк Аллен (Quirk):

«Я осознал, что работать, пытаясь получить как можно больше денег, было не тем, чего я хочу от своей жизни. Мой оптимистический взгляд таков, что нет ничего более оживляющего, чем понимание того, что у тебя нет рабочего дня с девяти до пяти. Это фактически то, что собирает людей вместе, чтобы праздновать жизнь, вдохновляет их уходить, путешествовать, становиться творческими. Очень много людей живут лишь своей работой, постоянно недовольные, постоянно о чём-то мечтая».
- Джеймс Манро (Technossomy):

«Я открыл себя для религии, увидев, каким можно быть счастливым без материализма. Мои юношеские амбиции, относительно получения гор денег разом улетучились».
- Goa Gil:

«Дух Гоа — это больше, чем танцы под кокосовыми пальмами. На самом деле диджей предстает перед людьми в роли современного шамана, превращающего стол для вертушек в алтарь (с индуистскими символами, к примеру) и берущего участников таинства в духовное путешествие сквозь ночь, переписывая историю человечества: треки, легкие и медленные в начале, сменяются все более и более цикличными и тяжелыми. На рассвете музыка достигает апогея, после которого переходит в более счастливое и мелодичное звучание, чтобы встретить восход солнца. Эта эволюция музыкального сета символически представляет собой разрушение эго перед тем, как созданная пустота заполнится светом».
Сезон вечеринок длился с ноября по апрель. Три самых известных места их проведения — «Hill Top» в Вагаторе, «Bamboo Forest» в Анжуне и «Disco Valley» в Вагаторе. Громкая музыка после десяти вечера была запрещена, поэтому каждая вечеринка, по сути, была незаконна. До 1990 года небольшой взятки из карманов самих трансеров или нескольких бутылок пива от держателей баров на вечеринках хватало, чтобы держать полицию на расстоянии.
Из-за секретности проведения, чтобы найти вечеринку людям приходилось полагаться на слухи, собранные в течение дня, или расспрашивать водителей такси. В сумерках люди приходили в их любимый бар на пляже (Shore Bar на юге Анжуны, или Nine Bar в Вагаторе). В полночь музыка начинала играть очень громко. Кроме танцпола, на территории вечеринок имелась зона чиллаута с керосиновыми лампами и циновками, разложенными местными женщинами, продающими там чай, фрукты, бутерброды и сигареты. Между тремя и пятью часами вечеринка достигала своего пика. Музыка обычно стихала около полудня, но большие вечеринки могли продолжаться до нескольких дней.
В 1990 году власти окончательно вмешались, и многие вечеринки стали закрываться. Но уже в 1991 г. это давление немного ослабло. Тем временем, молодёжь Израиля и Японии услышала о Гоа. Такие диджеи, как Fred Disco и Ray Castle, с 1987 году начали делать Гоа-Транс-Парти и в других странах. Огромное количество людей устремилось на пляжи Гоа. До этого времени обычное количество людей на вечеринке не превышало 200 человек, но в 1991—1992 гг. эта цифра возросла до 1500. С 1997 года число туристов превысило число гоанцев. В 2000 году «Экстази» стал наркотиком номер один в Гоа. Гоа стал постепенно превращаться в новую Ивису : молодые западные клаберы пытаясь подражать хиппи, на деле вели себя высокомерно по отношению к местным жителям, меньше всего заботясь об индийской культуре и духовности, и загрязняли окружающую среду. Так это событие комментировал Гоа-Гил:
«Мы приехали сюда так давно! К концу пыльной дороги и пустынному пляжу. Это было похоже на край света. А теперь весь свет у нас на пороге».
Эта ситуация вызвала несомненный резонанс среди властей. Это уже не было похоже на единичных хиппи, танцующих на пустынных берегах. О Гоа заговорили как о «Рае для наркоманов со всего мира». Полицейские рейды на вечеринки стали всё более частыми. Кроме того, власти находились под давлением со стороны защитников природы, требовавших прекратить рейвы, наносившие серьёзный вред пляжам и тропическим лесам Гоа. Защитники природы начали выступать и против «Звукового загрязнения», считая громкую музыку общественной угрозой. Их требования были полностью удовлетворены индийским судом, запретившем включение музыки на улице больше чем на 45 децибел.

## Распространение по миру
В начале 90-х побывавшие в Гоа музыканты вернулись в Европу, Японию, Австралию и т. д. и начали заниматься созданием музыки для Гоа-вечеринок.
Название Гоа транс появилось приблизительно в 1994 году, а в 1996 было заменено термином Психоделик-транс. К 1996—1997 году транс-движение достигло пика своего развития (множество звукозаписывающих лейблов, дистрибьюторов, фестивалей). Массовая информация осознала появление этого феномена, — появились первые диджеи-звёзды.
Особого развития достигла израильская транс-сцена, став второй родиной транса. Израиль насчитывает наибольшее число людей, предпочитающих данный стиль музыки. Израильский транс отличался особой мелодичностью звучания и многоуровневостью музыкальных партий в треке. Наиболее известными музыкальными psytrance-проектами Израиля являются Astral Projection, Shiva Space Technology, Infected Mushroom, Analog Pussy.
Эволюция Гоа транса в Европе следовала направлением противоположным израильскому. В 1998—2002 годах, после пяти лет мелодичного звучания, транс-музыка Европы претерпела перемены: она избавилась от многоуровневых мелодий и стала более жёсткой, тяжёлой и цикличной, сосредоточенной на ритме. В 1998 году с выпуском альбома группы X-dream — Radio, родилось новое направление, названное Minimal или Технотранс. Ключевыми фигурами этого направления стали S-range и Son-Kite.
Под влияние перемен попала и скандинавская транс-музыка. Одним из первых, пошедших по этому пути музыкантов стал Томас Балицки, известный более как Atmos. После чего люди заговорили о «Финском саунде», отличавшимся на тот момент тёмной атмосферой и очень тяжёлым звучанием.
В 2002 году в моду опять вернулись мелодичные звуки, но, всё же, они уже были избавлены от «музыкальной суеты» 94-96 годов. Это направление получило название Full-on, сейчас оно является одним из наиболее популярных.
В случае с написанием транс-музыки, особое достижение было связано с началом использования цифровых носителей звукозаписи, ДАТ-лент и Мини-дисков, а также низкими ценами на цифровое студийное оборудование и разрешающей способностью мощных домашних компьютеров. Поскольку транс-музыка была на 99 % электронной, можно было создавать песни (или треки, как их принято называть) без тяжёлого и дорогого аналогового аудиооборудования. Всю работу можно было сделать дома, на своём компьютере, оснащённым хорошим семплирующим программным обеспечением, имея пару синтезаторов и секвенсер, чтобы контролировать их работу, а потом записывать свои работы на ДАТы или мини-диски. Благодаря этому создание транс-музыки являлось (и является) доступным почти для каждого желающего и не требует вложения огромных сумм денег или поисков спонсорства больших звукозаписывающих компаний. Этот факт сделал транс действительно андерграундным музыкальным стилем. Это повлияло и на стоимость входных билетов на транс-вечеринки, что сделало транс доступным практически для любых социальных слоёв.
Начиная с 90-х годов, транс-движение стало ещё более андерграундным, что связано с действиями правоохранительных органов, основанных на связи музыки и стиля жизни транс-молодёжи с употреблением наркотических веществ. Периодически вечеринки сопровождаются рейдами представителей закона направленными на обнаружение наркотиков. Это часто сопровождается избиением людей, конфискацией оборудования, арестами организаторов и диджеев, отменой фестивалей и большими финансовыми потерями их организаторов. Однако это делает транс музыку только ещё более популярной и притягивает всё больше и больше фанатов Гоа транса.

## Отличительные черты стиля
Стиль транс, возможно, является наиболее неоднозначным жанром электронной музыки.
Кратко он может быть определён как мелодичный более или менее свободный стиль музыки, на формирование и развитие которого оказали важнейшее влияние такие направления музыки как индастриал, нью-вейв, электронное техно-диско из Детройта и психоделическая музыка семидесятых. Из-за огромного разнообразия направлений, выделившихся внутри данного стиля музыки, достаточно сложно выделить общие черты жанра. Однако следует заметить, что треки в этом стиле обычно характеризуются гипнотическими элементами (отсюда название — «транс») и качествами гимна. Исходя из этого, типичный трансовый трек может быть описан как состоящий из особой (часто цикличной) мелодической партии, расположенной над несложной бас-линией, простой ударной партии и, нескольких дополнительных звуковых элементов для образования структуры и ускорения.
Первые психоделик-транс треки появились из сочетания раннего Acid-хауса, самой странной и авангардной музыки со всего мира (особенно Индастриала) и классической индийской музыки (особенно в её тональном и мелодическом устройстве). В этой связи важно заметить, что Гоа транс не является прямым потомком стиля транс, хотя их взаимное влияние и очевидно.
Можно определить несколько общих моментов, характерных для огромного количества психоделик-транс-треков. Однако только одних этих черт ещё не достаточно, чтобы идентифицировать музыкальное произведение как psytrance-трек.

### Структура

#### Звуковой трип
Структура psytrance-трека обычно отражает идею психоделического трипа. Трек начинается лёгкими волнами звука, медленно нарастающими, с постоянным тембральным развитием и усилением. Периодически в этом потоке происходят перерывы, характеризующиеся минимальным количеством звуков и отсутствием бита, и нередко содержащие таинственные текстовые семплы (авторами, которых являются, к примеру, Тимоти Лири, Теренс Маккена, Карлос Кастанеда и др.) или звуковые вставки из фильмов (Звёздные Войны, Матрица, Стар-Трек, Страх и ненависть в Лас-Вегасе и т. п.). Продолжительность треков колеблется от 7 до 12 минут. На пятой или шестой минуте трек достигает кульминационного момента, и с этой точки «трипа» начинается движение к концу, в обратном порядке отображающее развитие трека до момента кульминации.

#### Форма, обусловленная программным обеспечением
Форма Гоа транс-треков следует довольно твёрдой структуре, основанной на изменениях происходящих после каждых 8-16 блоков, каждый из которых состоит из четырёх битов. Изменения в структуре трека неизменно совпадают с восемью тактовыми делениями, хотя иногда дополнительная партия вступает через 8 тактовых циклов. Этот процесс «конструирования» трека обусловлен компьютерной программой упорядочения (секвенсер), подгоняющий каждый строительный блок под ритм композиции.

### Ритм
Бит обычно устойчив и составляет 4 удара в такте (размер 4/4). Этот монотонный ритм является ключом к «трансовому» аспекту музыки. Также это указывает на различие между трансом и другой тяжёлой, но полиритмичной танцевальной музыкой.
16-я нота является основным ритмическим делением. Для транса характерна средняя скорость — между 135 и 155 Bpm (ударами в минуту). Первоначально темп был более умеренным (немногим более 130 Bpm), но позже он увеличился (порой даже до 199 Bpm) под влиянием других музыкальных жанров.
В состоянии транса, альфа-ритмы человеческого мозга (открыл Бергер, Ганс) колеблются на частоте от 8 до 12 Гц, а постоянный поток 16-х нот, имея темп, в среднем, 145 Bpm в свою очередь приводит поток музыкальных событий к частоте как раз 10 Гц.

### Специфические психоделик-звуки

#### Бас-барабанTR 909
Как и во многих других стилях электронной танцевальной музыки, главным элементом является бас-барабан. В психоделик-трансе он является доминирующим. Используемые в этом отношении звуки главным образом создаются при помощи драм-машины Roland TR 909. Эта машина, выпущенная в 1984 году, была последней драм-машиной фирмы Roland, соединяющей аналого-синтезированные звуки барабана. С её помощью было возможно синтезировать звук, используя ротационные кнопки, регулирующие различные параметры. Поскольку сейчас эти машины очень трудно приобрести, большинство транс-музыкантов используют в работе семплы (сохранённые готовые образцы), созданные на TR 909 или подобных старинных драм-машинах.

#### Вокальный барабанTR 808
В отличие от ударного барабана, вокальный барабан[неизвестный термин]  применяется гораздо реже. Именно поэтому довольно трудно встретить его, как и прочие виды неударных барабанов.

#### Acid-звуки:TB-303
Широко используемый на протяжении многих лет в хаусе и другой коммерческой танцевальной музыке, синтезатор Roland TB-303 имеет самое прямое отношение к созданию звуков-сигналов, сирен, хлюпаний и скрежетов, присущих современному психоделик-трансу. Сегодня эти звуки чаще всего получаются благодаря использованию засемплированных ресурсов, над которыми производятся манипуляции с помощью фильтров синтезатора. Таким образом, влияние TB-303 звучания до сих пор может быть услышано во многих Гоа-транс треках и композициях

#### Обработка звука
Для достижения психоделических характеристик, звуки подвергаются видоизменениям во всевозможных направлениях, даже более, чем в остальных жанрах электронной танцевальной музыки. Они подвергаются искажениям, фильтрации, гармонической фильтрационной чистке, хаотическим гармоническим чередованиям, отражению, созданию эха, различным эффектам замедления и др. Этот список можно продолжать очень долго, особенно в связи с появлением различных специальных компьютерных программ, предназначенных для работы в этой области.

### Тональное и мелодическое устройство

#### Тональность
Высотная организация Гоа-транса сосредоточена вокруг одного тона. Эта идея соотносится (возможно, случайно) с модальной направленностью индийской классической музыки. Тем не менее, иногда встречается и понижение тональности.

#### Мелодика
Основой гармонической и мелодической линий в гоа-трансе зачастую является пентатоника. Это одна из самых узнаваемый и чётко ассоциируемых интервальных систем, которые определили узнаваемый и аутентичный мелодический окрас гоа-транса. Именно пентатонике гоа-транс обязан пресловутой восточностью. В треках часто встречаются быстрые арпеджио из 16-32 нот. Мелодическое устройство часто принимает форму коротких повторяющихся фрагментов, со временем изменяющихся тембрально с помощью фильтра, например, для достижения более тихого или более высокочастотного звучания данного фрагмента.

### Музыкальные инструменты
Инструменты, используемые гоа-транс-музыкантами схожи с теми, которые используются музыкантами в других стилях электронной танцевальной музыки. Однако, некоторые из них являются особо признанными.
Среди синтезаторов наибольшее предпочтение отдаётся аналоговым (Roland TB-303, Syntechno TB-303, TBS-303, Roland SH-101) и виртуальным, поскольку они позволяют осуществлять включение фрагментов в реальном времени. Виртуальные синтезаторы — продукт компьютерной эры (один из наиболее популярных — Reaktor).
Наиболее часто используемые секвенсоры являются компьютерными программами. Самыми распространёнными из них являются Cubase (Steinberg), REAPER (Cockos Incorporated), Project 5 (Cakewalk) и Sonar (Cakewalk) — для Windows и Logic Audio — для Macintosh.
Кроме того, существуют программы, являющиеся по сути виртуальными студиями звукозаписи: Fruity Loops или Reason (Propellerheads), хотя они и признаются достаточно ограниченными для написания профессиональных Psytrance треков.
Комментарий музыканта. Алексей Ковалев (проект Transdriver, г. Москва):
«На протяжении многих веков классическая музыка строилась на привязанности к нотам, она была тональной, всё было построено на мелодии, на изменении нот и сочетании различных инструментов. С появлением электронной музыки и синтезирования звука возникло совсем другое направление в творчестве, то есть появилась не только, скажем так, тональная музыка, но и, в большей степени, тембральная, музыка, построенная на изменении звучания самого инструмента. Это можно считать самым важным, что было достигнуто человечеством во второй половине XX века, если говорить о развитии музыкальной культуры в целом. Вероятно, в будущем сочетание нотной тональной музыки и тембральной будет прослеживаться и в классической музыке, но сейчас это используется только в электронном саунде. На мой взгляд, музыка транс очень технологична. Она идёт в ногу со временем, развиваясь с развитием техники. Здесь используются самые современные синтезаторы, самые современные аппараты для обработки звука. Звуки в сочетании со строго структурированным ритмом очень сильно воздействуют на психику человека, а настроение в музыке меняется за счёт изменения тембра.
Я считаю, что нельзя строго разделить транс-музыку и „нетранс-музыку“, скорее транс — это часть электронного техно, имеющая свои корни и пути развития. Она достаточно мелодична и не закована в строго-определённые рамки. Это открывает практически неограниченные творческие возможности, и, видимо, именно поэтому я и выбрал транс как поле своей деятельности».

## Клубы и другие места сбора трансеров
Основным поводом встречи транс-молодёжи является, несомненно, музыка. Учитывая явную гетерогенность тусовки, можно смело заявить, что именно она объединяет всех этих людей вместе. Вследствие этого трансеры чаще всего собираются вместе именно на транс-вечеринках в клубах или на опенэйрах. Но здесь важно отметить то, что именно транс-вечеринки, а не клубы являются местом встречи транс-тусовки, так как очень часто мероприятия не привязаны к одному месту проведения, и трансеры «кочуют» из одного клуба в другой, следя за анонсами транс-пати, которые могут проводиться в совершенно не знакомом до этого клубе. Такая ситуация особенно преобладает в настоящем, в связи с отсутствием на сегодняшний день у тусовщиков своего транс-клуба.
С того момента, как музыка транс появилась в Москве, как это уже было освещено, различными промогруппами открываются транс-клубы, отличающиеся особым дизайном, главной идеей которого является создание «сказочно-таинственной» атмосферы мероприятий. Для реализации этих идей дизайнерами используются различные материалы, обладающие способностью светиться в свете ультрафиолетовых ламп.
Стены клубов, к примеру, сначала красились в чёрный цвет, а затем флуоресцентными красками на них наносились красочные рисунки и узоры. Эти рисунки могли иметь разную тематику в зависимости от клубного помещения: при входе — одну, на танцполе — другую, в чиллауте — третью.
Росписи стен в стиле транс существовали до тех пор, пока существовали транс-клубы. Последним транс-клубом в Москве с таким декором стен был клуб Proton, находившийся по адресу ул. Академика Королёва 13, рядом с телецентром и закончивший свою работу в середине 2001 года. В настоящее время вечеринки проводятся в совершенно разнообразных местах, из-за чего к каждой вечеринке готовится особый дизайн, который используется всего в течение одной ночи, а утром убирается, и клубу возвращается его постоянный вид.
Дизайн помещений для проведения транс-вечеринок является, пожалуй, наиболее изощрённым и разнообразным. Если для проведения мероприятий в стиле других направлений электронной танцевальной музыки дизайн может не понадобиться вообще (для них достаточно дизайна самого клуба), то при проведении качественной транс-вечеринки без дополнительного декорирования пространства обойтись никак нельзя.
Это дополнительное декорирование производится группами psychedelic-дизайнеров, которые специально нанимаются системами-организаторами мероприятий за некоторые деньги. Для создания специальных fluoro-дизайнов они используют такие материалы как нитки-пряжи, материи, поролоны, пенопласты и др. Все эти материалы либо уже флуоресцентных цветов, либо красятся в них по ходу работы.
Дизайнерами создаются так называемые «фракталы»: сначала делается металлический каркас с дырочками, на который потом натягиваются флуоресцентные нитки, в результате чего «фрактал» приобретает форму, например, звезды, впоследствии ярко светящейся в ультрафиолете. Кроме металлических каркасов, нитки также натягивают на различные крючки, планки и т. п. вещи в интерьере самого клуба, за которые можно их зацепить, так, что пространство под потолком иллюзорно приобретает вид рассечённого пучками лазерных лучей разных цветов.
Кроме фракталов при дизайне транс-мероприятий на стены вешаются флуоресцентные полотна с фантастической тематикой и т. п. вещи и атрибуты, имеющие отношение к космосу, Индии и психоделик-культуре.
Кроме клубов, транс-вечеринки, часто проводятся на свежем воздухе, чаще всего за городом, когда танцполом для трансеров становится какая-нибудь поляна в лесу. Естественно, это происходит исключительно в тёплое время года. Дизайном для таких open air вечеринок является, прежде всего, сама природа, а именно таинственный ночной лес, в полнолуние, например, и разожжённые в разных местах костры. Это придаёт вечеринке особую колдовскую атмосферу. Однако, такие мероприятия также не лишены флуоресцентных ламп, полотен и фракталов.
Главной функциональной особенностью psychedelic-дизайна является его свойство принимать невероятно причудливые визуальные формы, для человека, находящегося под воздействием тяжёлых наркотических, психоделических (галлюциногенных) веществ и, таким образом, в соединении с громкой транс-музыкой, воздействовать на психическое состояние человека.

## Атрибутика транс-культуры
Тематика дизайнов
Наиболее распространёнными темами транс-дизайнов являются: космические темы (например, изображения астероидов, летящих сквозь космос или планет с кратерами и фантастическими пейзажами), особое место также отводится теме фантастических и инопланетных существ, которые часто изображаются в связи с различными галлюциногенными растениями, чаще всего мухоморами (например, инопланетянин, спящий на мухоморе, или инопланетянин, съедающий мухомор, и даже мухомор, верхняя часть ножки которого представляет собой голову инопланетянина со светящимися флуоресцентно-зелёными глазами). Как ни странно, несмотря на всё обилие изображений мухомора в дизайнах транс-вечеринок, очень редко можно встретить трансера, вообще когда-либо употреблявшего этот гриб в качестве галлюциногенного средства.
Кроме космических тем, в дизайнах можно встретить также фантастические изображения природы (особенно растений) — очень популярна тема леса, всё с теми же мухоморами, или пейзажи с изображениями псилоцибиновых грибов, цветов и луны.
Кроме того, немаловажное значение в трансовом дизайне играют восточные темы: индийская религия и мифология и китайская философия.
Особенно часто в художественных изображениях на транс вечеринках, в квартирах трансеров, в их одежде, на полотнах и т. п. можно встретить фигуру индуистского божества Шивы-Натараджи (Танцующий Шива). Скорее всего, транс-культура отдаёт предпочтение именно этому индийскому божеству в связи с тем, что мифически он исполняет космический танец созидания и разрушения, что как нельзя лучше перекликается идеологической и даже внешней стороной самой транс-культуры. Наверное, не будет преувеличением назвать Шиву-Натараджу одним из главных, если не самым главным символом транс-культуры. Изображение танцующего Шивы, служило, например, логотипом первой трансовой саунд системы — Aerodance Corporation, а слово Aerodance практически буквально означает «космический танец».
На втором месте по популярности среди транс-изображений из индийской мифологии находится образ Ганеши — сына Шивы, божества с человеческим телом и головой слона.
Кроме Шивы и Ганеши, встречаются изображения и других божеств индуистского пантеона — Вишну, Кали, Ханумана. Из Китайской философии трансерами позаимствовано изображение знака Инь-Ян, так же часто используемое в разного рода дизайнерских работах.
Вторым главным символом-изображением, наряду с Шивой, является изображение индуистского символа-звука Аум (или Ом). Этот символ можно встретить не только в профессиональных дизайнерских проектах, но и в среде простых тусовщиков, которые могут изображать этот знак везде, где только возможно, начиная уличными стенами, заканчивая тыльной стороной компакт-дисков с транс-музыкой.
Также часто встречающимся среди трансовой атрибутики является знак Свастики, расцениваемый, безусловно, вне отношений данного древнего знака с фашистской символикой.
Кроме что-либо обозначающих дизайнов, особое место в декоративной атрибутике занимают векторные орнаментоподобные изображения.
Все вышеописанные темы дизайнов используются не просто в качестве декоративных элементов. Все эти знаки, фигуры и изображения непосредственно являются главными атрибутами транс-культуры и используются трансерами во многих направлениях. Например, в обстановке их квартир часто встречаются индийские полотна с изображениями Ома, Шивы, Ганеши и т. п., статуэтки Шивы, Будды.
Одежда трансеров
Другим часто встречающимся предметом их одежды является «кенгуруха» — тёплая кофта на молнии с капюшоном, которая является предметом одежды унисекс.
Кроме того, очень широко распространены различные кофты и майки с изображениями на них индийских божеств, и остальных атрибутов, перечисленных в предыдущем разделе.
Нередко встречается различная этническая одежда и другая атрибутика, особенно украшения. В качестве нашейных украшений часто используются кулоны, например, в виде Ома, различные деревянные, чаще всего сандаловые-индийские или металлические-африканские, бусы. Также транс-молодёжь носит разного рода «феньки» и браслеты, и, опять же, в данном случае предпочтение отдаётся сделанным из дерева.
Одежда для вечеринок представляет собой тоже своеобразный элемент дизайна. Очень часто встречается одежда, выполненная в стиле psychedelic, и отличающаяся всё теми же яркими флуоресцентными цветами рисунков, специальными геометрическими дизайнами для термопереноса, способными не только светиться в свете ультрафиолетовых ламп, но и отражать обычный свет, и другими декоративно-психоделическими атрибутами.

## Вечеринки
Если время окончания вечеринки может варьироваться в зависимости от многих факторов, время начала, всё же, всегда остаётся достаточно стабильным и приходится приблизительно на 23-24 часа. Несмотря на это, редко кто приходит на вечеринку к самому её началу: большинство людей предпочитает приходить в промежутке между 1:00 и 2:00 часами. Диджеями и музыкантами это время считается не самым лучшим для выступления, поэтому организаторам приходится чётко планировать последовательность сетов: в начало вечеринки обычно ставятся менее популярные или начинающие диджеи и музыканты. К двум часам ночи, когда клуб чаще всего уже заполнен, эстафета выступлений постепенно переходит ко всё более и более известным и профессиональным музыкантам. Список участников вечеринки называется «состав» («Line up»), а расписание выступлений по времени — «Time line».
На вечеринке одновременно могут работать от одного до трёх танцполов и один чиллаут с медленной музыкой в стиле psychedelic ambient.